# James Vila Blake
James Vila Blake (ur. 21 stycznia 1842 w Nowym Jorku, zm. 27 kwietnia 1925 w Chicago) – amerykański duchowny unitariański, dramaturg i poeta. Urodził się na Brooklynie w Nowym Jorku. Jego rodzicami byli Hamlin i Elizabeth D. Blake’owie. Ukończył studia na Uniwersytecie Harvarda. Miał żonę o imieniu Alice. Pełnił funkcję pastora między innymi w Quincy w stanie Illinois (1877-96). Wydał zbiór sonetów zatytułowany po prostu Sonnets. Tworzył też hymny religijne.